# Abtei Sant’Antimo

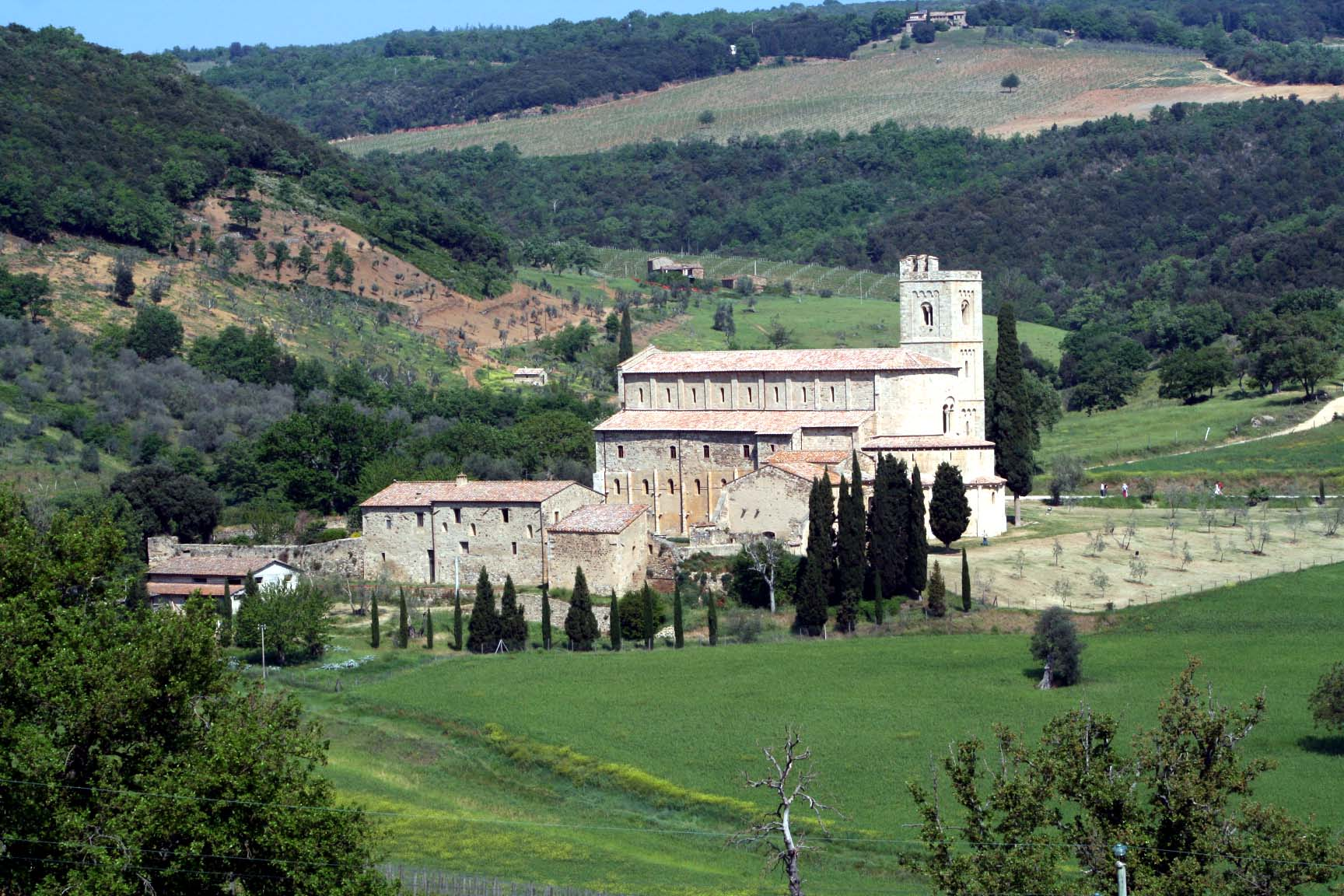
Abtei von Sant’Antimo

Die Abtei Sant’Antimo ist eine Abtei und Kanonie der Prämonstratenser-Chorherren. Sie liegt etwa 1 km nördlich von Castelnuovo dell’Abate (Ortsteil von Montalcino) und rund zehn Kilometer südlich vom Hauptort Montalcino in der toskanischen Provinz Siena.

## Geschichte

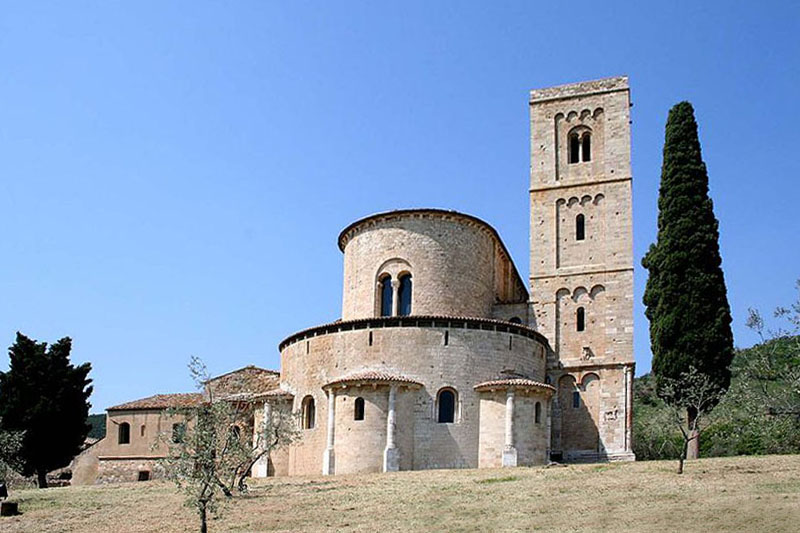
Kapellenkranz an der Abtei Sant’Antimo

Die Abtei wurde von Benediktinern bereits im 8. Jahrhundert gegründet – der Legende nach auf Initiative von Karl dem Großen aus Dank vor Errettung vor der Pest – und in den folgenden Jahrhunderten stetig erweitert.
1118 wurde mit dem Bau der jetzigen Kirche begonnen. Ein Jahr zuvor hatte ein gewaltiges Erdbeben in ganz Norditalien zahlreiche Gebäude zerstört, die anschließend auf den alten Grundmauern erneuert wurden. Bei den Kirchen hatten sich zuweilen die Apsis und die Krypta erhalten.
Das Kloster gewann rasch an Einfluss. Vom 10. bis zum 12. Jahrhundert wurde das Gebiet Montalcinos bis zur Maremma von den Äbten des Klosters regiert. Als Landesherren und zugleich kaiserliche Beamte trieben sie auch die Steuern ein, doch trotz dieses anfänglichen Wohlstands und der gewaltigen Ausgaben für den Bau wurde Sant’Antimo nie so groß wie andere karolingische Klöster.
Der Niedergang begann mit dem erwachenden Machtstreben Sienas, das im Jahr 1212 Montalcino an sich riss. Im Laufe der folgenden Jahrzehnte schrumpfte der Besitz des Klosters auf ein Fünftel zusammen. Die Kirche wurde in der Folgezeit nie ganz fertiggestellt, da der aufwendige Bau wahrscheinlich die finanziellen Möglichkeiten der Abtei überstieg. Ein Anzeichen für den Niedergang ist unter anderem die unvollendet gebliebene Fassade.
Ausschlaggebend für den sinkenden Einfluss waren zudem geänderte religiöse Vorstellungen. Zu Lasten der Benediktiner erstarkten die damals neuen Orden der Franziskaner und Dominikaner, deren Klöster nicht in der Einsamkeit, sondern an den Rändern der Städte errichtet wurden, um dem Verkündigungsauftrag gerecht werden zu können. Der benediktinische Wunsch, der Regel des ora et labora in Abgeschiedenheit folgen zu können, wurde in den Hintergrund gedrängt.
Das an die Kirche angeschlossene Benediktinerkloster wurde 1462 aufgehoben. Erst 1979 mit Augustiner-Chorherren, die dem Vorbild der Prämonstratenser folgten, aus Frankreich wiederbesiedelt, ist das Kloster heute ein beliebter Treffpunkt für Pfadfinder vor allem aus Italien und Frankreich. Seit kurzem ist Sant’Antimo eine Kanonie des Ordens der Prämonstratenser-Chorherren.

## Kirchengebäude

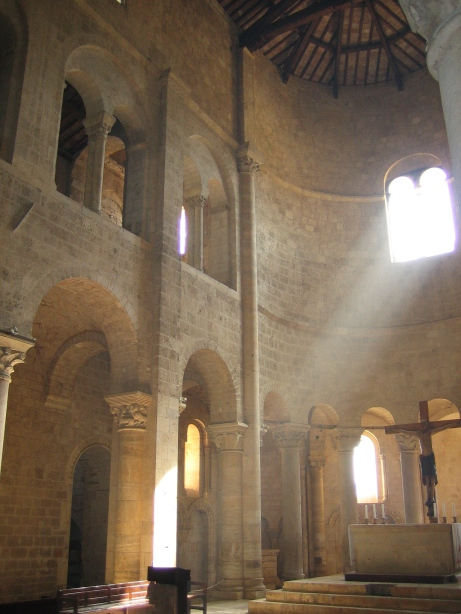
Chorraum

Die mächtige, aus Travertin errichtete Kirche ist in ihrer Architektur den Klöstern in Burgund näher als den Bauwerken der Toskana oder Norditaliens. An vielen Stellen kann man französische Vorbilder erkennen. Der Chorumgang mit seinem Kranz von Kapellen sowie die abgeschiedene Lage zeugen zum Beispiel vom Einfluss des berühmten französischen Klosters Cluny. Zu erwähnen ist auch die frappierend ähnliche Kirche von Vignory in der Champagne.
Obwohl Sant’Antimo nur kurz nach der letzten Kirche in Cluny (1088) errichtet wurde, ist von der dortigen Pracht hier allerdings wenig zu finden. Stattdessen herrscht eine schon fast zisterziensisch anmutende Schlichtheit vor. Auffallend sind ferner einige lombardische Elemente – deutlich erkennbar am Turm, aber auch im Inneren, wo Pilaster die Wände gliedern und ein Querhaus fehlt.
Das schmale Hauptschiff beeindruckt durch seine Höhe von 20 Metern. Die Steilheit des Innenraumes und der Stützenwechsel im Dreierrhythmus sind in der Toskana ungewöhnlich. Ebenfalls äußerst ungewöhnlich für italienische Verhältnisse ist das Emporengeschoss über den Arkaden. Italienische Kirchen aus dieser Zeit haben über den Arkaden keine Öffnungen, sondern eine breite Wandfläche, auf die Fresken oder Mosaike angebracht werden konnten.
Die Apsiskapelle zeigt ebenfalls Gliederungsformen aus Nordeuropa mit den vorgesetzten kräftigen Halbsäulen auf hohen Sockeln und mit den Konsolsteinen in Form von Tierköpfen.

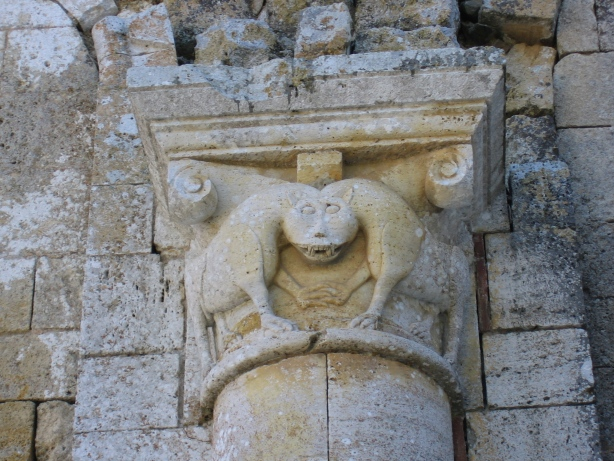
Romanisches Kapitell

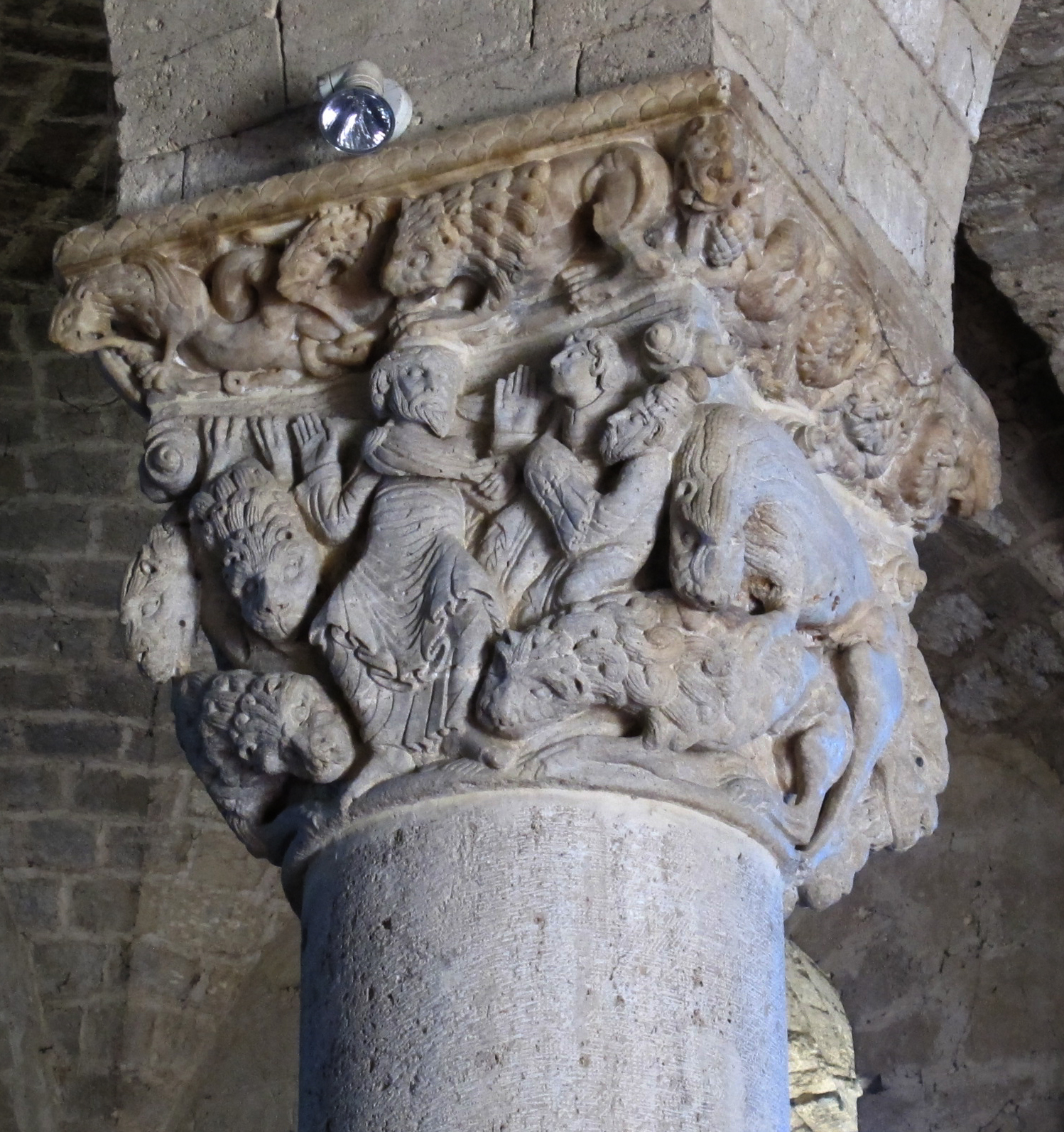
Cabestany-Kapitell

Die Kapitelle der Säulen des Hauptschiffs sind mit Ornamenten verziert. Abweichend geartet ist das berühmte Kapitell der zweiten Säule rechts mit dem Motiv Daniel in der Löwengrube. Es wird dem Meister von Cabestany, einem Bildhauer aus dem französischen Languedoc, zugeschrieben. Diese Darstellung des Daniel in der Löwengrube war im christlichen Mittelalter auf Kapitellen außerordentlich häufig und veranschaulicht gewöhnlich die Macht des Glaubens gegen scheinbar übermächtige Gegner.
Das Hauptportal stammt aus der Zeit um 1250. Ursprünglich war ein Doppelportal geplant, die andere Hälfte wurde aber für die Kirche Santa Maria Assunta in San Quirico d’Orcia verwendet. Ein Kapitell aus der Fassadenseite zeigt, wie schon der Türsturz in San Quirico d’Orcia, ein Motiv, das eher der deutschen oder französischen Romanik angehört. Der Türsturz zeigt eine symmetrische Anordnung von Mischwesen mit einem Adlerkopf und einem Löwenkörper. Auf den seitlich anschließenden Bildfeldern finden sich ebenfalls Fabelwesen (vgl. San Quirico d’Orcia) – eine Mischung aus Schlange mit Flügeln und einem Krokodil- oder Hundekopf. Auch die Seitenstreifen zeigen Dekorationen, die auf deutsche Vorbilder verweisen.
Besonders dekorativ ist das Seitenportal der Südseite, das zu beiden Seiten und im Türsturz jeweils unterschiedliche Formen zeigt.
Rechts des Chorraums befindet sich die sog. Karolingische Kapelle, eines der wenigen Überbleibsel aus der Gründerzeit (8. Jahrhundert), von außen deutlich erkennbar am grob behauenen Stein.
Am Campanile befindet sich das bedeutendste Außenrelief von Sant’Antimo, die „Madonna mit den Evangelisten“ aus dem beginnenden 12. Jahrhundert, eine archaisch-strenge Komposition aus einer Zeit, als in Nordeuropa die große Phase der Kathedralplastik bereits begonnen hatte – beispielsweise mit dem Königsportal von Chartres um 1145.

## Weine
Nach der Abtei Sant'Antimo ist ein Wein benannt, der 1996 als Sant‘Antimo DOC klassifiziert wurde. Unter dieser Bezeichnung werden alle Rot- und Weißweine der lokalen Winzer vermarktet, die jedoch nicht nur aus der Umgebung der Abtei, sondern mit wenigen Ausschlüssen aus dem gesamten Gemeindegebiet von Montalcino stammen.

## Galerie

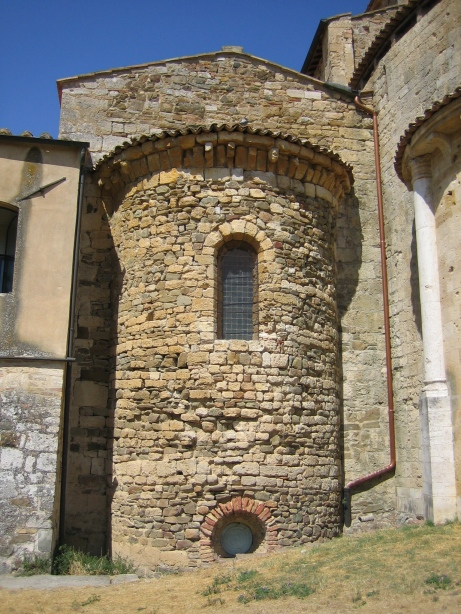
Karolingische Kapelle
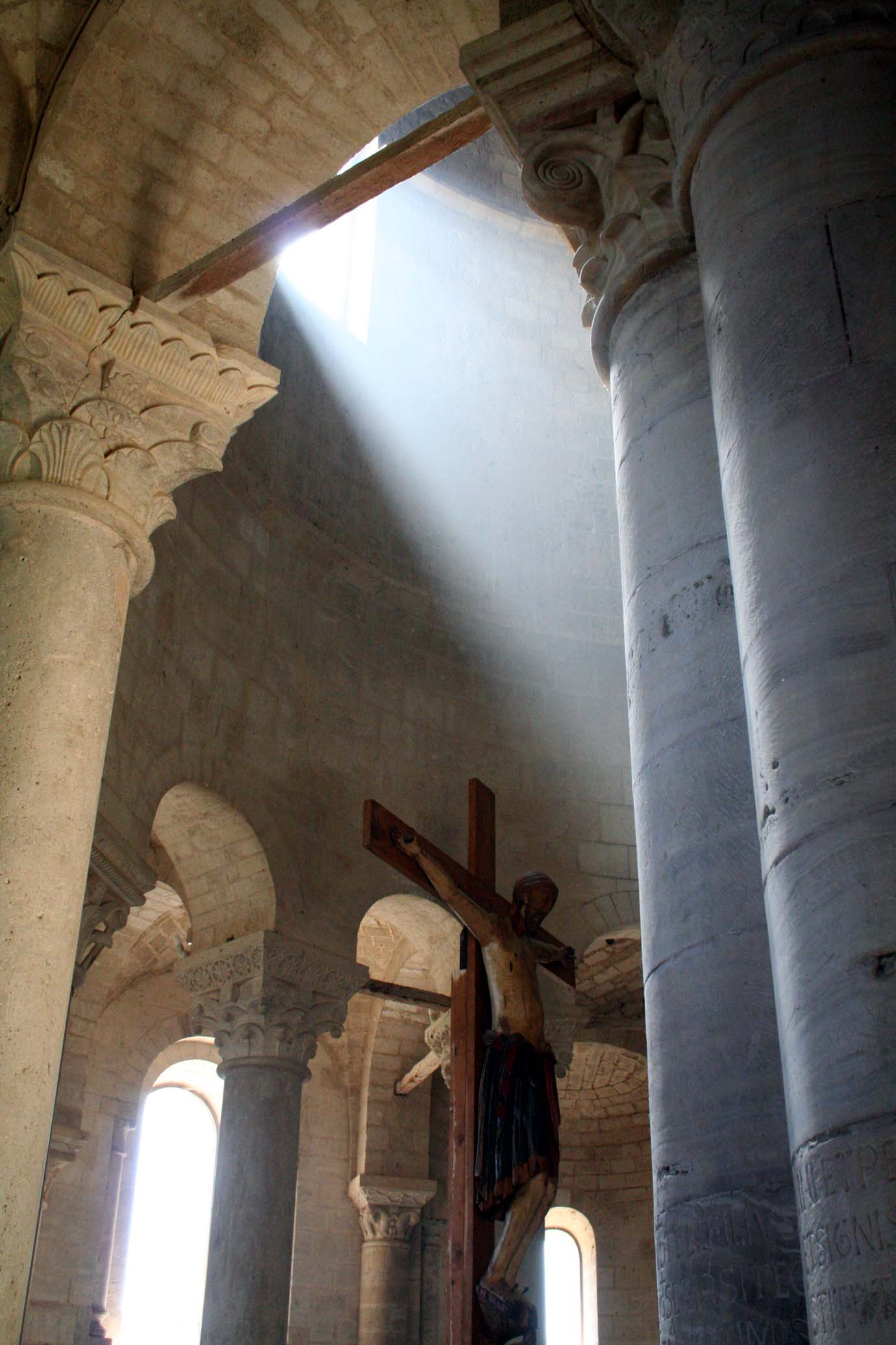
Kruzifix
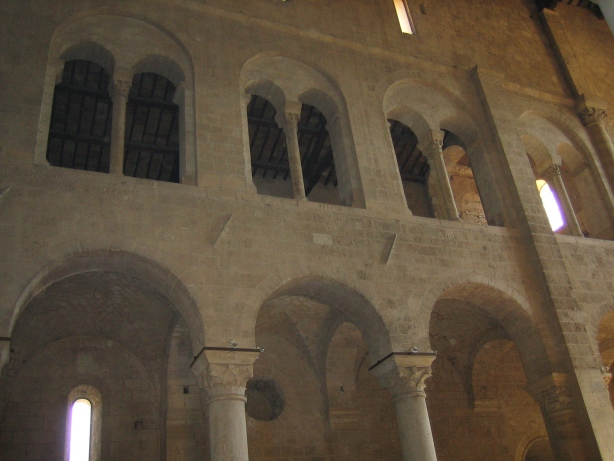
Aufbau der Mittelschiffwand
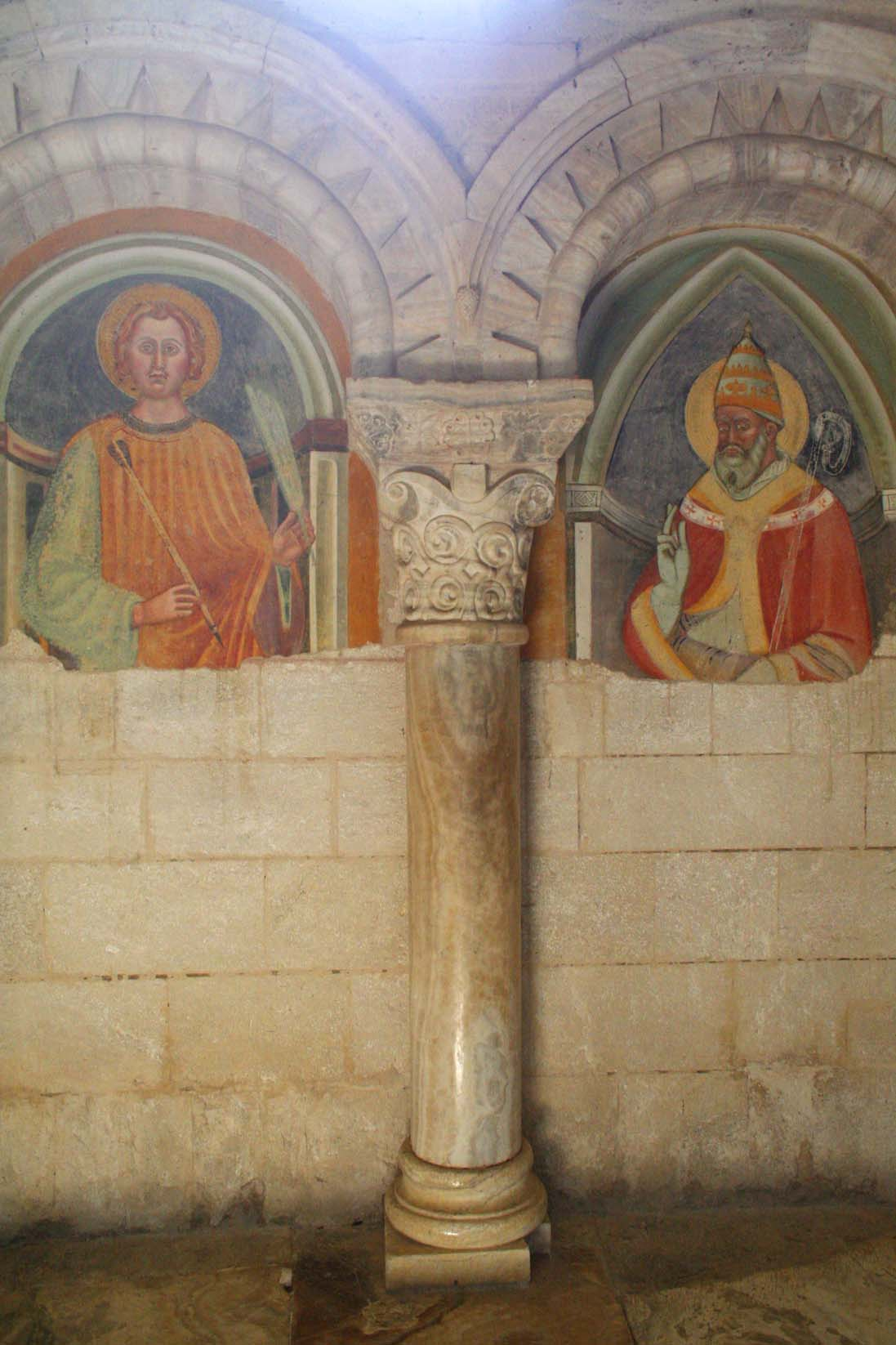
Fresken
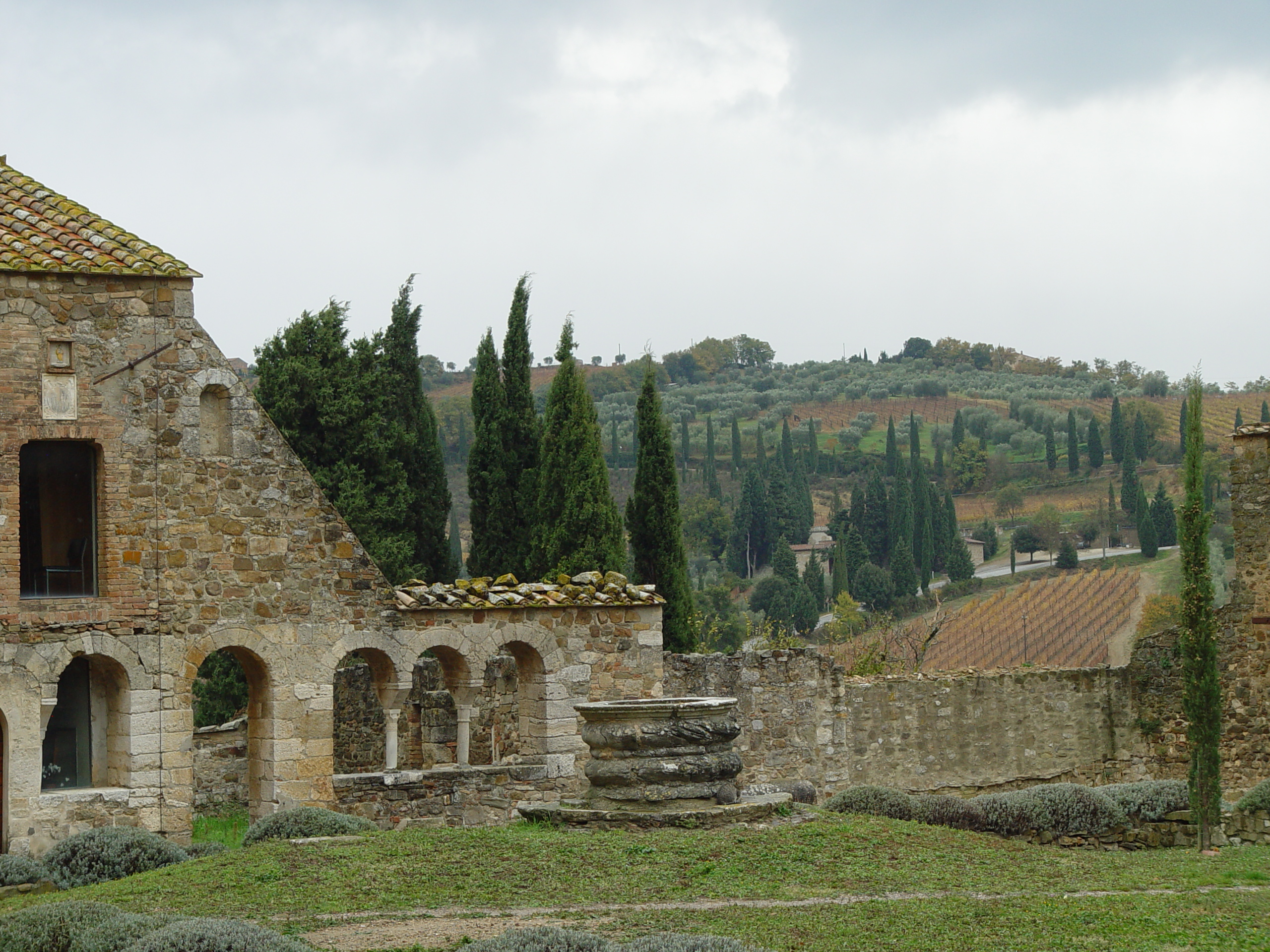
Reste des Kreuzgangs
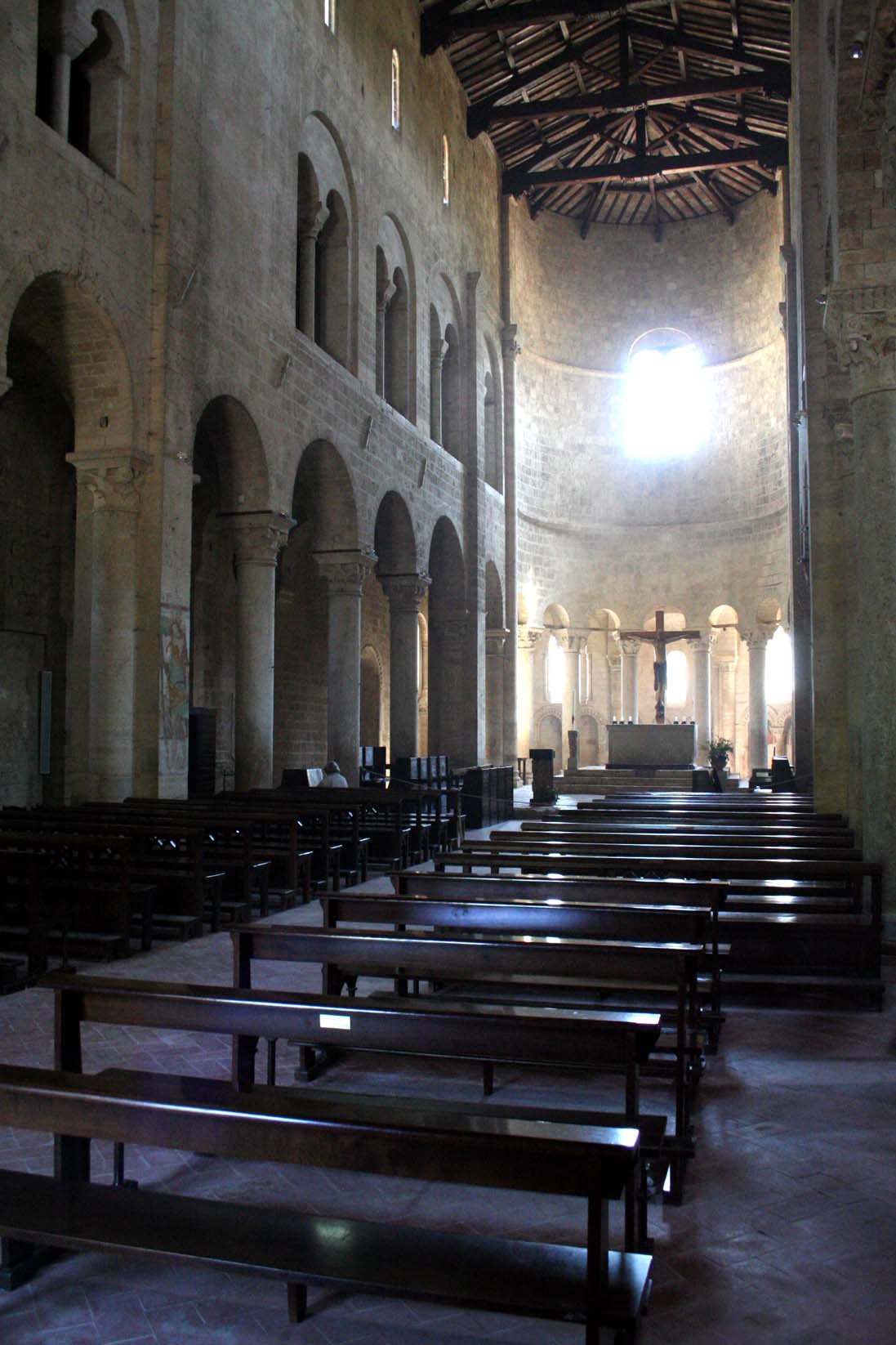
Mittelschiff
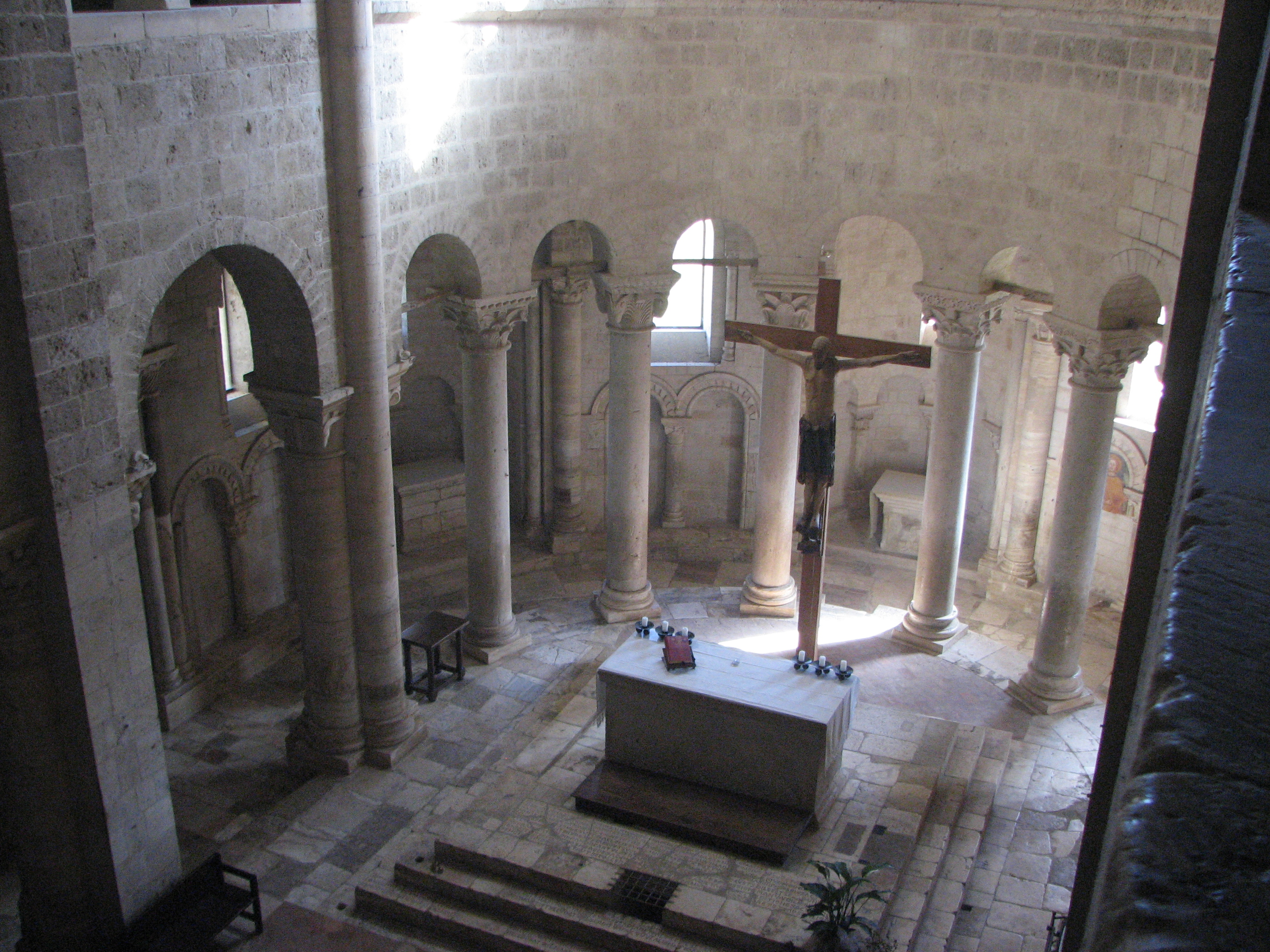
Blick in den Altarraum
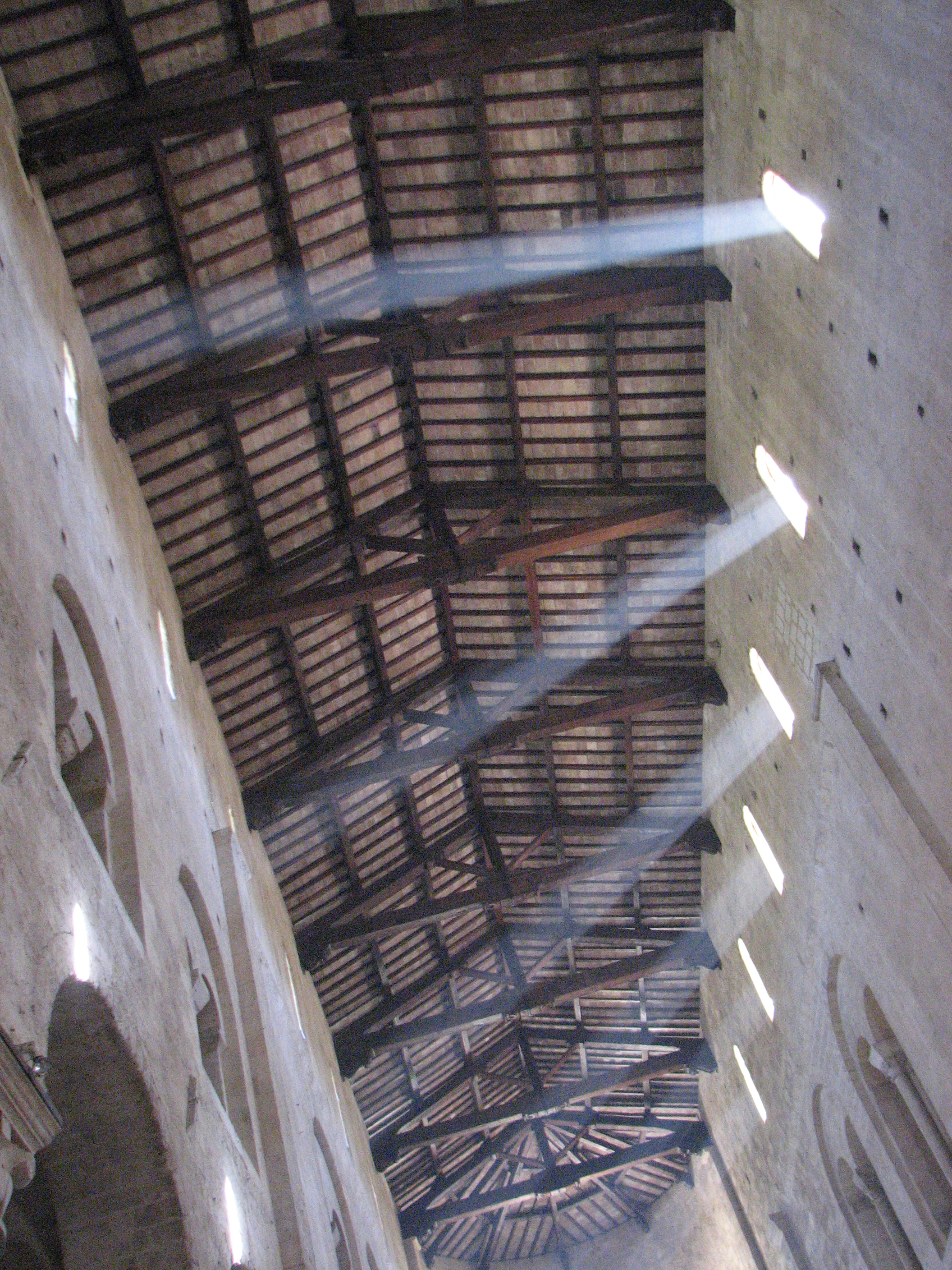
Lichtspiele
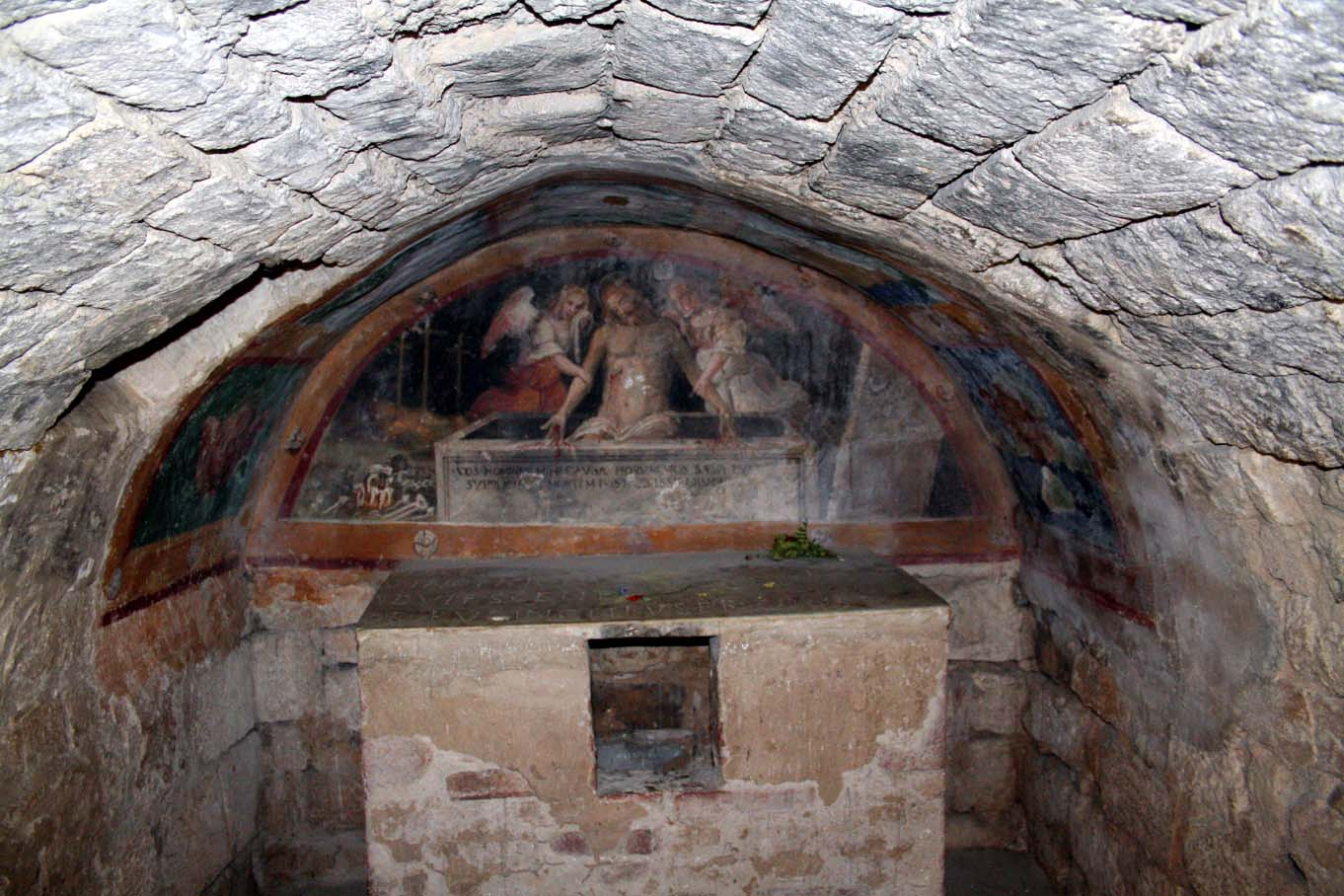
Krypta